# Botswana na Letnich Igrzyskach Olimpijskich 2008
Botswanę na Letnich Igrzyskach Olimpijskich 2008 reprezentowało 12 sportowców w 3 dyscyplinach.
Był to ósmy start reprezentacji Botswany na letnich igrzyskach olimpijskich.

## Boks
- Khumiso Ikgopoleng – waga kogucia, odpadł w ćwierćfinale
- Thato Batshegi – waga piórkowa, odpadł w pierwszej rundzie

## Lekkoatletyka

### Mężczyźni
- Fanuel Kenosi – bieg na 200 m, odpadł w pierwszej rundzie
- Gakologelwang Masheto – bieg na 400 m, odpadł w pierwszej rundzie
- California Molefe – bieg na 400 m, nie wystartował
- Onalenna Balovi – bieg na 800 m, odpadł w pierwszej rundzie
- Ndabili Bashingili – maraton, 56. miejsce
- Gable Garenamotse – skok w dal, 9. miejsce
- Kabelo Kgosiemang – skok wzwyż, odpadł w eliminacjach (29. miejsce)

### Kobiety
- Amantle Montsho – bieg na 400 m, 8. miejsce

## Pływanie

### Mężczyźni
- John Kamyuka – 50 metrów stylem dowolnym, 72. miejsce

### Kobiety
- Samantha Paxinos – 50 metrów stylem dowolnym, 70. miejsce